# Jogos Asiáticos de 2022
Os Jogos Asiáticos de 2022 (chinês: 2022年亚洲运动会, pinyin: Èr líng èr èr nián Yàzhōu Yùndònghuì), oficialmente conhecido como os XIX Jogos Asiáticos (chinês: 第十九届亚洲运动会, pinyin: Dì Shíjiŭ Jiè Yàzhōu Yùndònghuì), também conhecido como Hangzhou 2022 (chinês: 杭州2022, pinyin: Hángzhōu Èr líng èr èr), foi um evento multiesportivo celebrado em Hangzhou, Zhejiang, China. Hangzhou foi a terceira cidade chinesa a sediar os Jogos Asiáticos, depois de Pequim em 1990 e Guangzhou em 2010.
Os Jogos foram originalmente programados para acontecer de 10 a 25 de setembro de 2022, mas o evento foi adiado devido à pandemia de COVID-19 em 6 de maio devido a preocupações em viajar para a China continental, em meio à ameaça potencial de variantes da COVID-19. Em 19 de julho de 2022, as novas datas foram anunciadas de 23 de setembro a 8 de outubro de 2023.

## Organização

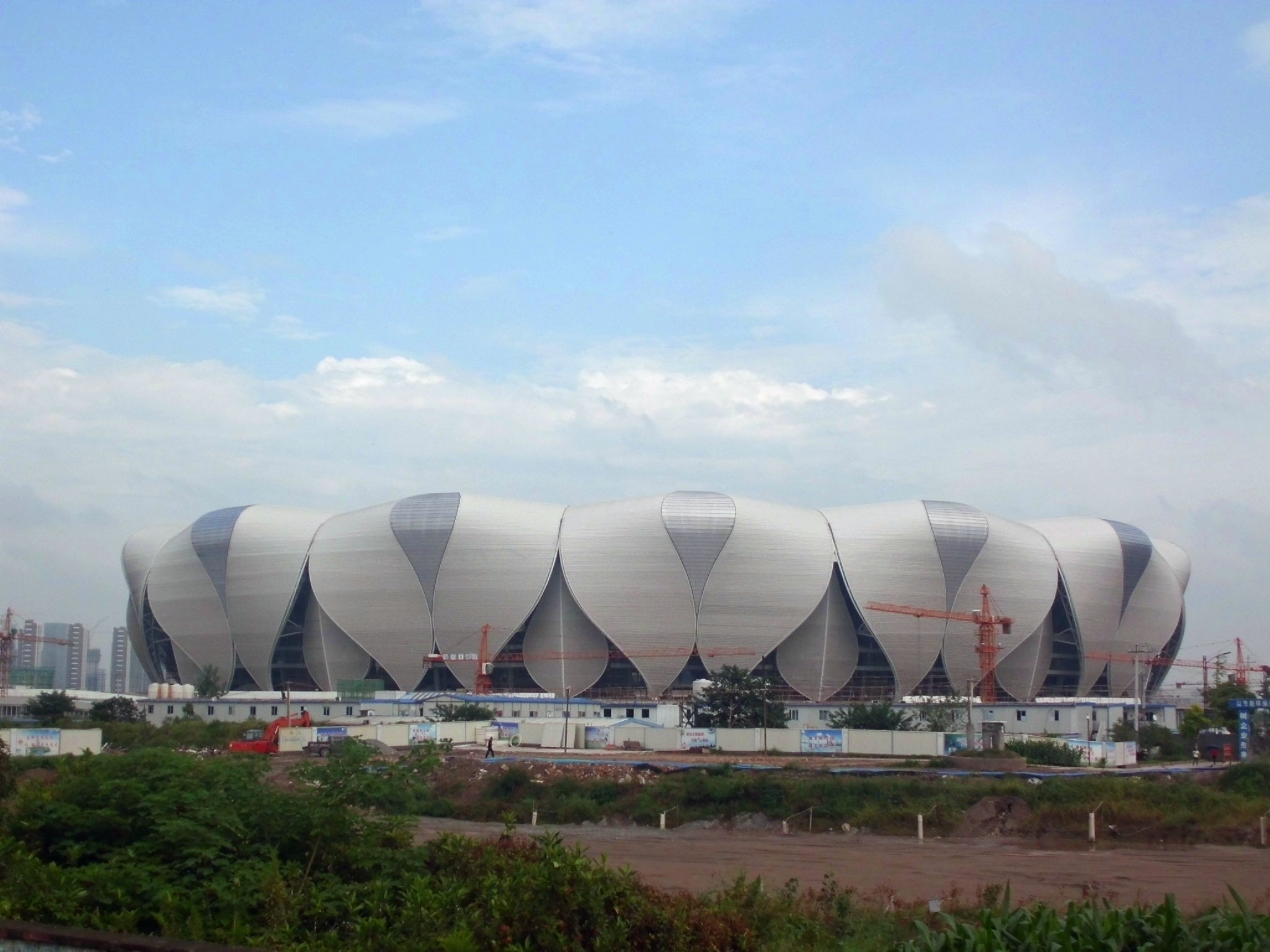
A imagem retrata uma família na cidade de Cuauhtémoc.

### Candidatura
O Comitê Olímpico Chinês confirmou, após alguns meses de especulações, que Hangzhou havia oficializado a sua candidatura para receber os Jogos Asiáticos de 2022. Após o encerramento do prazo para a apresentação de novas postulantes à cidade-sede aparecerem, Hangzhou foi homologada como única candidata ao evento. A cidade chinesa foi aclamada como sede durante a 34ª Assembléia Geral do Conselho Olímpico Asiático (o OCA) em Ashgabat, no Turcomenistão.
A proposta prevê, ainda, que algumas competições sejam realizadas em outros locais da província chinesa de Zhejiang, como as cidades vizinhas de Ningbo, Shaoxing e Huzhou. Paralelamente às obras de infraestrutura esportiva, a rede ferroviária da região será expandida, visando encurtar em uma hora e meia o tempo de transporte entre estas cidades.

### Infraestrutura
A cidade de Hangzhou está planejando o uso de quarenta e quatro instalações desportivas para o evento de 2022, sendo que trinta destas estão prontas, dez seguem em construção e quatro se encontram em fase de planejamento. Dentre os locais prontos pode-se citar o Beilun Gymnasium, em Ningbo (tal local já sediou as fases finais de várias edições Grand Prix de Voleibol). Este mesmo ginásio servirá de sede para o Campeonato Mundial de Clubes de Voleibol Feminino nos anos de 2018 e 2019, além de receber as finais da Liga das Nações de Voleibol Feminino até 2020.

### Site oficial
Em 5 de fevereiro de 2018, o Comitê Organizador dos Jogos de 2022 lançou o site oficial do evento. Sua navegação pode ser feita nos idiomas chinês (simplificado ou tradicional) e inglês.

## Nações participantes
Espera-se que todos os 45 Comitês Olímpicos Nacionais membros do Conselho Olímpico da Ásia enviem suas respectivas delegações. Em março de 2019, o OCA anunciou planos de convidar atletas de países da Oceania para competirem em eventos selecionados; isso marcaria sua primeira participação nos Jogos Asiáticos de Verão, após terem participado pela primeira vez nos Jogos Asiáticos de Inverno de 2017, embora como "convidados" inelegíveis de receberem medalhas.
Em novembro de 2021, foi anunciado que atletas da Oceania seriam convidados a competir no atletismo, triatlo e halterofilismo (visando conquistarem pontos a classificação olímpica) assim como o wushu e a patinação; atletas receberão "medalhas honorárias" se participarem em um evento, e seu CON não fará parte da contagem oficial de medalhas. No entanto, devido ao surto da pandemia de COVID-19, tanto a Austrália quanto a Nova Zelândia optaram por não enviarem atletas a estes edição do evento.
Em 26 de janeiro de 2023, o Conselho Olímpico da Ásia (OCA) ofereceu a possibilidade de atletas russos e bielorrussos participarem dos Jogos Asiáticos, onde atletas das duas nações poderiam competir para se classificar aos Jogos Olímpicos de Verão de 2024. No entanto, o OCA ainda sofrerá sanções contra a Rússia e a Bielorrússia devido às suas participações na Guerra Russo-Ucraniana, e suas inscrições estão em análise se impactarão ou não no resultado dos Jogos Asiáticos.
| Comitês Olímpicos Nacionais participantes |
| --- |
| - AFG Afeganistão - BRN Bahrein - BAN Bangladesh - BHU Butão - BRU Brunei - CAM Camboja - CHN China (anfitrião) - TPE Taipé Chinês - HKG Hong Kong - IND Índia - INA Indonésia - IRI Irã - IRQ Iraque - JPN Japão - JOR Jordânia - KAZ Cazaquistão - KUW Kuwait - KGZ Quirguistão - LAO Laos - LBN Líbano - MAC Macau - MAS Malásia - MDV Maldivas - MGL Mongólia - MYA Mianmar - NEP Nepal - PRK Coreia do Norte - OMA Omã - PAK Paquistão - PLE Palestina - PHI Filipinas - QAT Catar - KSA Arábia Saudita - SGP Singapura - KOR Coreia do Sul - SRI Sri Lanka - SYR Síria - TJK Tajiquistão - THA Tailândia - TLS Timor-Leste - TKM Turcomenistão - UAE Emirados Árabes Unidos - UZB Uzbequistão - VIE Vietnã - YEM Iêmen |

## Os Jogos

### Esportes
Em 8 de abril de 2019, o Conselho Olímpico da Ásia anunciou inicialmente que os Jogos contariam com 37 esportes, incluindo os 28 esportes olímpicos obrigatórios a serem disputados nos Jogos Olímpicos de Verão de 2024 em Paris, bem como eventos em outros esportes não olímpicos. Isso levou à adição de eventos como a natação em águas abertas e a competição em grupos de ginástica rítmica ao programa olímpico.
Em 12 de setembro de 2019, beisebol, softbol, caratê e escalada esportiva (que eram eventos opcionais no então futuro Jogos Olímpicos de Verão de 2020) foram adicionados ao programa, expandindo-o para 61 modalidades em 40 esportes. Em 18 de dezembro de 2020, foi anunciado que esports (que foi realizado como evento de demonstração em 2018) e breakdancing (que estreará nos Jogos Olímpicos de 2024) seriam adicionados, expandindo o programa para 42 esportes.
A competição de e-sports nos Jogos Asiáticos de 2022 incluirá oito eventos de medalhas e dois eventos de demonstração, com competições sendo realizadas em Arena of Valor, Dota 2, Dream of the Three Kingdoms 2, FIFA, Hearthstone, League of Legends,  PUBG Mobile' e Street Fighter V.
| Programa de Esportes dos Jogos Asiáticos de 2022 |
| --- |
| - Aquáticos - Natação artística - Saltos ornamentais - Maratona aquática - Natação - Polo aquático - Tiro com arco - Atletismo - Badminton - Breaking - Beisebol - Beisebol - Softbol - Basquetebol - Basquetebol - Basquetebol 3×3 - Boxe - Canoagem - Slalom - Sprint - Críquete - Ciclismo - BMX - Mountain bike - Estrada - Pista - Barco dragão - Hipismo - Esports - Esgrima - Hóquei em campo - Futebol - Golfe - Ginástica - Artística - Rítmica - Trampolim - Handebol - Judô - Kabaddi - Artes marciais - Ju-jitsu - Karate - Kurash - Esportes mentais - Bridge - Xadrez - Esports - Go - Xiangqi - Pentatlo moderno - Esportes de patinação - Patinação artística - Skate - Remo - Rugby sevens - Vela - Sepak takraw - Tiro - Escalada esportiva - Squash - Tênis de mesa - Taekwondo - Tennis - Soft tênis - Tênis - Triatlo - Voleibol - Voleibol de praia - Voleibol - Halterofilismo - Lutas - Wushu |

## Calendário
A primeira edição do calendário foi publicada em 13 de setembro de 2021.
Todas os horários estão no China Standard Time (UTC+8)
| CA | Cerimônia de abertura | ● | Competições desportivas | 1 | Medalhas de ouro | CE | Cerimónia de encerramento |

| Setembro/Outubro 2023      | Setembro/Outubro 2023      | Setembro | Setembro | Setembro | Setembro | Setembro | Setembro | Setembro | Setembro | Setembro | Setembro | Setembro | Setembro | Outubro | Outubro | Outubro | Outubro | Outubro | Outubro | Outubro | Outubro | Eventos |
| Setembro/Outubro 2023      | Setembro/Outubro 2023      | 19 Ter   | 20 Qua   | 21 Qui   | 22 Sex   | 23 Sáb   | 24 Dom   | 25 Seg   | 26 Ter   | 27 Qua   | 28 Qui   | 29 Sex   | 30 Sáb   | 1 Dom   | 2 Seg   | 3 Ter   | 4 Qua   | 5 Qui   | 6 Sex   | 7 Sáb   | 8 Dom   | Eventos |
| -------------------------- | -------------------------- | -------- | -------- | -------- | -------- | -------- | -------- | -------- | -------- | -------- | -------- | -------- | -------- | ------- | ------- | ------- | ------- | ------- | ------- | ------- | ------- | ------- |
| Cerimônias                 | Cerimônias                 |          |          |          |          | 'CA      |          |          |          |          |          |          |          |         |         |         |         |         |         |         | CE      |         |
| Aquáticos                  |                            |          |          |          |          |          |          |          |          |          |          |          |          |         |         |         |         |         |         |         |         |         |
| Natação artística          |                            |          |          |          |          |          |          |          |          |          |          |          |          |         |         |         | ●       | 1       | ●       | 1       | 2       |         |
| Salto sincronizado         |                            |          |          |          |          |          |          |          |          |          |          |          |          |         |         |         |         |         |         |         | 10      |         |
| Maratona aquática          |                            |          |          |          |          |          |          |          |          |          |          |          |          |         |         |         |         | 1       | 1       |         | 2       |         |
| Natação                    |                            |          |          |          |          |          |          |          |          |          |          |          |          |         |         |         |         |         |         |         | 41      |         |
| Polo aquático              |                            |          |          |          |          | ●        | ●        | ●        | ●        | ●        | ●        | ●        | 1        | ●       | ●       | ●       | ●       | ●       | ●       | 1       | 2       |         |
| Tiro com arco              | Tiro com arco              |          |          |          |          |          |          |          |          |          |          |          |          |         | ●       |         |         |         | ●       | ●       |         | 10      |
| Atletismo                  | Atletismo                  |          |          |          |          |          |          |          |          |          |          |          |          |         |         |         |         |         |         |         |         | 48      |
| Badminton                  | Badminton                  |          |          |          |          |          |          |          |          |          | ●        | ●        | ●        |         | ●       | ●       | ●       | ●       |         |         |         | 7       |
| Breakdancing               | Breakdancing               |          |          |          |          |          |          |          |          |          |          |          |          |         |         |         |         |         | 1       | 1       |         | 2       |
| Beisebol                   |                            |          |          |          |          |          |          |          |          |          |          |          |          |         |         |         |         |         |         |         |         |         |
| Beisebol                   |                            |          |          |          |          |          | ●        | ●        | ●        | ●        | ●        |          | ●        | ●       | ●       |         | ●       | ●       | 1       |         | 1       |         |
| Softbol                    |                            |          |          |          |          |          | ●        | ●        | ●        | ●        | ●        | ●        | 1        |         |         |         |         |         |         |         | 1       |         |
| Basquetebol                |                            |          |          |          |          |          |          |          |          |          |          |          |          |         |         |         |         |         |         |         |         |         |
| 5 x 5                      |                            | ●        | ●        | ●        |          | ●        |          | ●        |          | 1        | ●        | ●        | ●        |         | ●       | ●       |         | ●       | 1       |         | 2       |         |
| 3 x 3                      |                            |          |          |          |          |          |          |          |          |          |          |          | ●        | ●       | ●       | ●       | ●       | 2       |         |         | 2       |         |
| Jogos de tabuleiro         |                            |          |          |          |          |          |          |          |          |          |          |          |          |         |         |         |         |         |         |         |         |         |
| Bridge                     |                            |          |          |          |          |          |          |          | ●        | ●        | ●        | ●        | ●        | ●       | ●       | ●       | ●       | 3       |         |         | 3       |         |
| Xadrez                     |                            |          |          |          |          | ●        | ●        | ●        |          |          | ●        | ●        | ●        | ●       | ●       | ●       | ●       | ●       |         |         | 4       |         |
| Go                         |                            |          |          |          |          | ●        | ●        | ●        | ●        |          | ●        | ●        | ●        | ●       |         |         |         |         |         |         | 3       |         |
| Xiangqi                    |                            |          |          |          |          |          |          |          |          | ●        | ●        | ●        |          |         | ●       | ●       | ●       | ●       |         |         | 3       |         |
| Boxe                       | Boxe                       |          |          |          |          |          | ●        | ●        | ●        | ●        | ●        | ●        | ●        | ●       |         |         |         |         |         |         |         | 13      |
| Canoagem                   |                            |          |          |          |          |          |          |          |          |          |          |          |          |         |         |         |         |         |         |         |         |         |
| Slalom                     |                            |          |          |          |          |          |          |          |          |          |          | ●        |          |         |         |         |         |         |         |         | 4       |         |
| Velocidade                 |                            |          |          |          |          |          |          |          |          |          |          |          |          |         |         | ●       | ●       |         |         |         | 12      |         |
| Barco dragão               |                            |          |          |          |          |          |          |          |          |          |          |          |          |         |         |         |         |         |         |         | 6       |         |
| Cricket                    | Cricket                    |          |          |          |          |          | ●        | ●        | ●        | ●        | ●        | ●        | 1        | ●       | ●       | ●       | ●       | ●       | ●       | 1       |         | 2       |
| Ciclismo                   |                            |          |          |          |          |          |          |          |          |          |          |          |          |         |         |         |         |         |         |         |         |         |
| BMX                        |                            |          |          |          |          |          |          |          |          |          |          |          | 2        |         |         |         |         |         |         |         | 2       |         |
| Mountain bike              |                            |          |          |          |          |          | 2        |          |          |          |          |          |          |         |         |         |         |         |         |         | 2       |         |
| Ciclismo de estrada        |                            |          |          |          |          |          |          |          |          |          |          |          |          |         |         |         |         |         |         |         | 4       |         |
| Ciclismo de pista          |                            |          |          |          |          |          |          |          |          |          |          |          |          |         |         |         |         |         |         |         | 12      |         |
| Hipismo                    | Hipismo                    |          |          |          |          |          |          |          |          | ●        |          | ●        | ●        |         |         |         |         |         |         |         |         | 6       |
| Esports                    | Esports                    |          |          |          |          |          |          |          |          |          |          |          |          |         |         |         |         |         |         |         |         | 8       |
| Esgrima                    | Esgrima                    |          |          |          |          |          |          |          |          |          |          |          |          |         |         |         |         |         |         |         |         | 12      |
| Hóquei sobre a grama       | Hóquei sobre a grama       |          |          |          |          |          | ●        | ●        | ●        | ●        | ●        | ●        | ●        | ●       | ●       | ●       | ●       | ●       | 1       | 1       |         | 2       |
| Futebol                    | Futebol                    | ●        | ●        | ●        | ●        |          | ●        | ●        |          | ●        | ●        | ●        |          | ●       | ●       |         | ●       |         | 1       | 1       |         | 2       |
| Golfe                      | Golfe                      |          |          |          |          |          |          |          |          |          | ●        | ●        | ●        | 4       |         |         |         |         |         |         |         | 4       |
| Ginástica                  |                            |          |          |          |          |          |          |          |          |          |          |          |          |         |         |         |         |         |         |         |         |         |
| Artística                  |                            |          |          |          |          |          |          |          |          |          |          |          |          |         |         |         |         |         |         |         | 14      |         |
| Rítimica                   |                            |          |          |          |          |          |          |          |          |          |          |          |          |         |         |         | 1       | 1       |         |         | 2       |         |
| Trampolim                  |                            |          |          |          |          |          |          |          |          |          |          |          |          | ●       | 2       |         |         |         |         |         | 2       |         |
| Handebol                   | Handebol                   |          |          |          |          |          | ●        | ●        | ●        | ●        | ●        | ●        |          | ●       | ●       | ●       | 1       | 1       |         |         |         | 2       |
| Judô                       | Judô                       |          |          |          |          |          |          |          |          |          |          |          |          |         |         |         |         |         |         |         |         | 15      |
| Ju-jitsu                   | Ju-jitsu                   |          |          |          |          |          |          |          |          |          |          |          |          |         |         |         |         |         |         |         |         | 8       |
| Kabaddi                    | Kabaddi                    |          |          |          |          |          |          |          |          |          |          |          |          | ●       | ●       | ●       | ●       | ●       | 2       |         |         | 2       |
| Caratê                     | Caratê                     |          |          |          |          |          |          |          |          |          |          |          |          |         |         |         |         |         |         |         |         | 12      |
| Kurash                     | Kurash                     |          |          |          |          |          |          |          |          |          |          |          |          |         |         |         |         |         |         |         |         | 7       |
| Pentatlo Moderno           | Pentatlo Moderno           |          |          | ●        | ●        |          |          |          |          |          |          |          |          |         |         |         |         |         |         |         |         | 4       |
| Patinação sobre rodas      |                            |          |          |          |          |          |          |          |          |          |          |          |          |         |         |         |         |         |         |         |         |         |
| Patinação sobre rodas      |                            |          |          |          |          |          |          |          |          |          |          |          |          |         |         | ●       |         |         |         |         | 12      |         |
| Skate                      |                            |          |          |          |          | ●        |          | ●        |          |          |          |          |          |         |         |         |         |         |         |         | 4       |         |
| Remo                       | Remo                       |          | ●        | ●        | ●        |          |          |          |          |          |          |          |          |         |         |         |         |         |         |         |         | 14      |
| Rugby sevens               | Rugby sevens               |          |          |          |          |          |          |          |          |          |          |          |          |         |         |         |         | ●       | ●       | 2       |         | 2       |
| Vela                       | Vela                       |          |          |          |          |          |          |          |          | ●        | ●        | ●        | ●        | ●       | ●       | ●       | 14      |         |         |         |         | 14      |
| Sepak takraw               | Sepak takraw               |          |          |          |          |          | ●        | ●        | ●        | ●        | ●        |          | ●        | ●       | ●       |         | ●       | ●       | ●       |         |         | 6       |
| Tiro                       | Tiro                       |          |          |          |          |          |          |          |          | ●        |          |          |          |         |         |         |         |         |         |         |         | 33      |
| Escalada esportiva         | Escalada esportiva         |          |          |          |          |          |          |          |          |          |          | ●        | ●        |         |         |         |         |         |         |         |         | 6       |
| Squash                     | Squash                     |          |          |          |          |          |          |          | ●        | ●        | ●        | ●        |          | ●       | ●       | ●       | ●       |         |         |         |         | 5       |
| Tênis de mesa              | Tênis de mesa              |          |          |          |          |          |          | ●        | ●        | ●        |          | ●        | ●        |         |         |         |         |         |         |         |         | 7       |
| Taekwondo                  | Taekwondo                  |          |          |          |          |          |          |          |          |          |          |          |          |         |         |         |         |         |         |         |         | 13      |
| Tênis                      |                            |          |          |          |          |          |          |          |          |          |          |          |          |         |         |         |         |         |         |         |         |         |
| Tênis                      |                            |          |          |          |          | ●        | ●        | ●        | ●        | ●        |          |          |          |         |         |         |         |         |         |         | 5       |         |
| Soft Tênis                 |                            |          |          |          |          |          |          |          |          |          |          |          |          |         | ●       |         |         | ●       |         |         | 5       |         |
| Triatlo                    | Triatlo                    |          |          |          |          |          |          |          |          |          |          | 1        | 1        |         | 1       |         |         |         |         |         |         | 3       |
| Voleibol                   |                            |          |          |          |          |          |          |          |          |          |          |          |          |         |         |         |         |         |         |         |         |         |
| Voleibol de praia          |                            |          |          |          |          | ●        | ●        | ●        | ●        | ●        | ●        | ●        | ●        | 1       | 1       |         |         |         |         |         | 2       |         |
| Voleibol                   |                            |          |          |          |          |          |          | ●        | ●        | ●        | ●        | ●        | ●        | ●       | ●       | ●       | ●       | 1       | 1       |         | 2       |         |
| Halterofilismo             | Halterofilismo             |          |          |          |          |          |          |          |          |          |          |          |          |         |         |         |         |         |         |         |         | 14      |
| Wrestling                  | Wrestling                  |          |          |          |          |          |          |          |          |          |          |          |          |         |         |         |         |         |         |         |         | 18      |
| Wushu                      | Wushu                      |          |          |          |          |          |          |          |          |          |          |          |          |         |         |         |         |         |         |         |         | 15      |
| Eventos de medalha diários | Eventos de medalha diários |          |          |          |          |          |          |          |          |          |          |          |          |         |         |         |         |         |         |         |         | 482     |
| Total acumulado            | Total acumulado            |          |          |          |          |          |          |          |          |          |          |          |          |         |         |         |         |         |         |         |         | 482     |
| Setembro/Outubro 2023      | Setembro/Outubro 2023      | Setembro | Setembro | Setembro | Setembro | Setembro | Setembro | Setembro | Setembro | Setembro | Setembro | Setembro | Setembro | Outubro | Outubro | Outubro | Outubro | Outubro | Outubro | Outubro | Outubro | Eventos |
| Setembro/Outubro 2023      | Setembro/Outubro 2023      | 19 Ter   | 20 Qua   | 21 Qui   | 22 Sex   | 23 Sáb   | 24 Dom   | 25 Seg   | 26 Ter   | 27 Qua   | 28 Qui   | 29 Sex   | 30 Sáb   | 1 Dom   | 2 Seg   | 3 Ter   | 4 Qua   | 5 Qui   | 6 Sex   | 7 Sáb   | 8 Dom   | Eventos |

## Marketing

### Emblema
O emblema dos Jogos, "Surging Tides", foi revelado durante uma cerimônia na sede do Hangzhou Culture Radio Television Group em 6 de agosto de 2018; ele foi projetado para se assemelhar a um leque, uma pista de corrida, o rio Qiantang e ondas de rádio (simbolizando a conectividade sem fio). O comitê organizador afirmou que o emblema pretendia refletir "a grande causa do socialismo com características chinesas ganhando força na nova era" e "a unidade, solidariedade e desenvolvimento da OCA".

### Mascote
Os três mascotes dos Jogos, Congcong, Lianlian e Chenchen, conhecidos coletivamente como "Memórias de Jiangnan", foram revelados em 3 de abril de 2020. Eles são retratados como super-heróis robóticos originários das Ruínas Arqueológicas da Cidade de Liangzhu, do Lago Oeste e do Grande Canal respectivamente.

### Slogan
O slogan oficial dos Jogos Asiáticos de 2022, "Heart to Heart, @Future" foi anunciado em 15 de dezembro de 2019 para marcar 1.000 dias antes das cerimônias de abertura. O slogan pretende simbolizar a conectividade que os Jogos Asiáticos criam entre os países da Ásia..

## Controvérsias

### Censura na China
Uma foto de duas atletas chinesas Lin Yuwei e Wu Yanni que se abraçaram após uma corrida com seus números de identificação "seis" e "quatro" foi censurada nas redes sociais da China devido a uma referência ao massacre da Praça da Paz Celestial em 1989.